# またのお越しを
『またのお越しを』（またのおこしを）は、TBS系列「愛の劇場」枠にて2003年1月6日 - 3月7日に放送された日本の昼ドラマである。全45話。

## メインキャスト
- 小島陽子 - 原千晶
- 相田英治 - 岡田浩暉
- 風祭勇吉 - 織本順吉
- 須藤圭一 - 半海一晃
- 城戸房江 - 佐々木すみ江
- 城戸英一 - 南州太郎
- 城戸琢磨 - 井田國彦
- 牧村由梨恵 - 及森玲子
- 猿渡和夫 - 綾田俊樹
- 小松沢武彦 - 松澤一之
- 佐々木小太郎 - 阿南健治
- 黒川哲夫 - 樋渡真司
- 沢井綾香 - 唐木恵子（現・春野恵子）
- 田辺二三男 - 春海四方
- 前田知恵 - 橘雪子（現・橘ユキコ）
- 須藤亜紀 - 柳岡香里
- 富岡ヒカル - カゴシマジロー
- 多田祐太郎 - 北村栄基
- 吉原朋美 - 藤谷舞
- 沢あゆみ - 永田広海
- 江藤純平 - 西田健
- 江藤雅子 - 根岸季衣
- ナレーション - 八奈見乗児

## おもなゲスト
- 吉岡（太田）倫子 - 今村雅美
- 英子 - 氏家恵
- 赤川 - 潮哲也
- 森脇和也 - 山中聡
- 藤森不二雄 - 大林丈史
- 若宮江都子 - りりィ
- 太田晴江 - 朝加真由美
- 吉岡輝子 - 池田道枝
- 神蔵啓太郎 - 米倉斉加年
- 元木眞一 - 岡田眞澄
- 松岡源蔵 - 不破万作
- 秋山郁子 - 島ひろ子
- 鈴木陽子 - 川合千春
- 鈴木一朗 - 榊英雄
- 尾田みのり - 岩橋道子
- タクシー運転手 - 津田寛治

## スタッフ
- 企画 - 木村理津
- 演出 - 岡島明
- 演出補 - 大塚徹
- オープニング - 宮腰万葉（ケネックジャパン）
- スケジュール - 宮崎暁夫
- 制作担当 - 白石治
- 制作主任 - 湊谷恭史
- キャスティング - 阿部敏信
- 記録 - 谷恵子
- プロデューサー - 鈴木聡、清水啓太郎
- 番組宣伝 - 安倍由美
- スチル - 藤村陽子
- 脚本 - 中村恵子、福田裕子、羽原大介
- 音楽 - 小林つん太
- 音楽協力 - 日音
- 効果 - 太田亜紀
- MA - 石北秀尚
- 美術制作 - 海津隆一
- デザイン - 金子幸雄
- 装置 - 谷平真二
- 装飾 - 松宮廣之
- メイク - 菱沼佳子
- 衣裳 - 十河誠
- 持道具 - 前田祥子
- 美術協力 - サンライズアート
- 撮影 - 岡崎真一
- 技術 - 笹村彰
- 照明 - 窪田秀樹
- 音声 - 谷山一也
- VE - 赤松比呂志
- 編集 - 涌井真史
- 美術協力 - フォーチュン、緑山スタジオ・シティ、アックス、アスカロケリース、ビデオフォーカス
- ロケ協力 - リーガロイヤルホテル東京、栃木県黒磯市（現・那須塩原市）、小湊鉄道、道の駅明治の森・黒磯
- 協力 - Kカンパニー、ビーグル
- 制作 - ケイファクトリー、TBS

## 主題歌
- 「Avenue〜あの頃のボクたち〜」

作詞・作曲：岡田浩暉・Tatsuya/歌：the Garden eel